# THE ELEPHANT KASHIMASHI
『THE ELEPHANT KASHIMASHI』（エレファントカシマシ）は、エレファントカシマシの1枚目のアルバム。

## 概要
- メジャーデビュー作。シングル「デーデ」と同時発売。

## 収録曲
全作詞・作曲：宮本浩次（注記を除く）　全編曲：エレファントカシマシ
1. ファイティングマン (3:41)
2. デーデ (2:29)
1stシングル
3. 星の砂 (4:19)
作曲：エレファントカシマシ
4. 浮き草 (3:05)
5. てって (3:54)
6. 習わぬ経を読む男 (3:46)
7. BLUE DAYS (4:37)
8. ゴクロウサン (2:45)
9. 夢の中で (4:15)
作詞：宮本浩次・石森敏行　作曲：石森敏行
後に2ndシングル「ふわふわ」のカップリングとしてシングルカット。
10. やさしさ (6:18)
11. 花男 (3:12)
エレファントカシマシのファンである松本大洋の漫画のタイトルになっている。
後に発売されたトリビュート盤も同名タイトルで、ジャケットも松本が手がけている。

## great album deluxe edition series
デビュー25周年記念の『THE ELEPHANT KASHIMASHI IS A BAND! 25 years history of the fighting men』の企画で2枚組としてリリース。

1枚目は、Stephen Marcussenがリマスタリングした全収録曲と、ニューミックスされた音源4曲がボーナストラック収録。

2枚目は、1988年9月10日に行われた初の渋谷公会堂ライブをノーカット収録。

全て『Blu-spec CD 2』仕様。

### 収録曲
DISC-1 - Original album remastered by Stephen Marcussen with 4 bonus tracks
※追加ボーナストラック
1. ファイティングマン（NEW MIX）
2. 習わぬ経を読む男（NEW MIX）
3. BLUE DAYS（NEW MIX）
4. 花男（NEW MIX）

DISC-2 - Live at 渋谷公会堂 (1988年.9.10)
1. おはようこんにちは
2. 浮き草
3. デーデ
4. 星の砂
5. 夢の中で
6. ゴクロウサン
7. ふわふわ
8. 習わぬ経を読む男
9. ああ流浪の民よ
10. ポリスター
11. やさしさ
12. 花男
13. ファイティングマン
14. 待つ男